# Luis María López Rekarte
Luis María López Rekarte (Mondragón, 26 marzo 1962) è un ex calciatore spagnolo e basco, di ruolo centrocampista.
Nella sua carriera, iniziata con il Deportivo Alavés, vestì le maglie di alcuni club di Primera División come Real Sociedad, Barcellona e Deportivo La Coruña. Vinse un titolo spagnolo e una Coppa delle Coppe con il Barcellona, tre Coppe del Re (con Real Sociedad, Barcellona e Deportivo la Coruña) e una Supercoppa di Spagna con il Deportivo la Coruña. Conta 300 presenze e 7 gol in massima serie e in quattro occasioni fu nazionale spagnolo.

## Carriera

### Alavés
Nato a Mondragón, in Gipuzkoa, mosse i primi passi nel calcio nella squadra giovanile della vicina località di Aretxabaleta. Debuttò nella Segunda División a 18 anni, con il Deportivo Alavés, nel 1980. In questi anni visse i gravi problemi economici e sportivi del club di Vitoria, che retrocesse in Segunda División B nel 1983.

### Real Sociedad
Due anni dopo fu acquistato dalla Real Sociedad di San Sebastián. Già nella sua prima stagione con la squadra basca conquistò il posto da titolare. Nelle sue tre annate trascorse con la Real Sociedad collezionò 96 partite in massima divisione, diventando un autentico baluardo della difesa che non disdegnava la proiezione in avanti sulla fascia del campo. Nel 1987 vinse la Coppa del Re e nel 1988 contribuì al secondo posto della Real Sociedad in campionato e nella Coppa.

### Barcellona
Nell'estate seguente si trasferì, insieme ai compagni di squadra Bakero e Begiristain, al Barcellona del neo-tecnico Johan Cruijff. Nelle prime due stagioni i tre fecero stabilmente parte della formazione titolare del Barça, ma la terza stagione vide López Rekarte relegato in panchina in favore di Jon Andoni Goikoetxea. Pur non scendendo in campo con continuità, con il Barcellona conquistò molti dei trofei del suo palmarès, come la Coppa delle Coppe 1988-1989, nella cui finale contro la Sampdoria López Rekarte, da subentrante, segnò il gol de definitivo 2-0 per i blaugrana. Con i catalani vinse poi la Coppa del Re nel 1990, non disputando la finale, e la Liga 1990-1991, in cui totalizzò appena 13 presenze, di cui solo una dal primo minuto. In tutto giocò 59 partite di Liga con il Barça in tre stagioni.

### Deportivo la Coruña
Ormai fuori dai piani di Cruijff, nell'estate del 1991 firmò per il Deportivo la Coruña, nella stagione del ritorno del club galiziano in Primera División.
In cinque anni trascorsi nelle file della squadra di la Coruña mise assieme 149 presenze in massima divisione, risultando tra gli artefici della trasformazione del Deportivo da candidato alla retrocessione nel campionato 1991-1992 a candidato alla vittoria della Liga. Con il cosiddetto Superdepor degli anni novanta fu vice-campione spagnolo nel 1993-1994 e nel 1994-1995, mancando per un soffio la vittoria finale nel 1992-1993 e nel 1993-1994. Nel 1995 vinse la sua terza Coppa del Re e la Supercoppa di Spagna. Si ritirò al termine della stagione 1995-1996 dopo aver disputato la sua ultima stagione da calciatore agli ordini di John Toshack, che lo aveva già allenato alla Real Sociedad.

## Palmarès

### Competizioni nazionali
- Campionato spagnolo: 1

Barcellona: 1990-1991
- Coppa di Spagna: 3

Real Sociedad: 1986-1987
Barcellona: 1989-1990
Deportivo La Coruña: 1994-1995
- Supercoppa di Spagna: 1

Deportivo La Coruña: 1995

### Competizioni internazionali
- Coppa delle Coppe: 1

Barcellona: 1988-1989